# Псевдокунячі акули
Псевдокунячі акули (Pseudotriakidae) — родина акул з ряду кархариноподібних (Carcharhiniformes). Має 3 роди та 5 видів.

## Опис
Довжина представників цієї родини варіює в широких межах — від 56 см до 2,5 м. Голова округлої форми з помірно витягнутою мордою. Перед очима є глибока шкіряна складка. Миготлива перетинка недорозвинена. Вусики відсутні. Міжніздряна відстань у 1,5 рази більша, ніж у куницевих акул. Рот довгий, трикутний. Особливістю є дуже велика основа спинного плавця. Вона довша за хвостовий плавець[уточнити]. Нижня лопать хвостового плавця невелика або повністю відсутня.
Забарвлення цих акул сіре, буре, чорне, у низки видів з білими відтінками з боків.

## Спосіб життя
Тримаються переважно на значній глибині — до 2000 м, хоча можуть траплятися на рівні 130 м, біля континентальних схилів та шельфів. Живляться дрібною донною рибою та безхребетними.
Це яйцеживородні риби. Ембріони харчуються жовтком всередині самиці.

## Розповсюдження
Зустрічаються у західній частині Тихого океану, також на заході Індійського океану.

## Роди та види
- Рід Gollum  Compagno, 1973
  - Gollum attenuatus  (Garrick, 1954)
  - Gollum suluensis  Last & Gaudiano, 2011
- Рід Planonasus  Weigmann, Stehmann & Thiel, 2013
  - Planonasus parini  Weigmann, Stehmann & Thiel, 2013
  - Planonasus indicus  Ebert, Akhilesh & Weigmann, 2018
- Рід Pseudotriakis  de Brito Capello, 1868
  - Pseudotriakis microdon  de Brito Capello, 1868